# Zabranjeno Pušenje
«Zabranjeno Pušenje» (Забранєно Пушенє) — югославський рок-гурт із Сараєва, тісно пов'язаний із новим примітивізмом (культурний рух 1980-х у Сараєві) та сатиричним радіо- та телешоу Top lista nadrealista. Гурт був одним із найпопулярніших у Югославії в 1980-х, продаючи сотні тисяч платівок.
Гурт виник 1981 року в Сараєві в колективі друзів, які працювали в ранній версії Top Lista Nadrealista. На противагу популярному тоді панк-року «Zabranjeno Pušenje» грали гаражний рок зі вкрапленнями фолку. Музиканти записали чотири альбоми. В якийсь час вони мали проблеми з урядом через свою (зазвичай м'яку) критику соціалістичного ладу.
Пік популярності гурту припав на кінець 1980-х. Згодом через війну в Боснії гурт розпався: частина колективу продовжила роботу в Белграді під назвою «No Smoking Orchestra», а інша частина — в Загребі під звичною назвою. Попри все, пісні Zabranjeno Pušenje досі популярні на території колишньої Югославії.

## Учасники
- Мухамед Адас (Muhamed Adas) — скрипка (1989)
- Фаріс Арапович (Faris Arapović) — ударні, бек-вокал (1987—1989)
- Зеніт Джозіч (Zenit Đozić (Fu-do Đozić)) — удані, бек-вокал, перкусія (1981—1985)
- Владо Джихан (Vlado Džihan) — клавішні, тромбон (1987)
- Мустафа Ченґіч (Mustafa Čengić (Mujo Snažni)) — соло-гітара, бек-вокал (1981—1985)
- Оґнєн Ґаїч (Ognjen Gajić (Ogi Gajić)) — саксофон, флейта, клавішні (1981—1987)
- Дражен Янкович (Dražen Janković (Seid Mali Karajlić)) — синтезатор, бек-вокал (1981—1987)
- Ненад Янкович (Nenad Janković (dr. Nele Karajlić)) — спів, бек-вокал, клавішні (1981—1989)
- Предраґ Ковачевич (Predrag Kovačević (Kova)) — гітара (1986—1989)
- Младен Мітіч (Mladen Mitić (Munja Mitić)) — бас-гітара, бек-вокал (1981—1986)
- Ядранко Джихан (Jadranko Džihan (Dado Džihan)) клавішні, фортеп'яно, бек-вокал (1987—1989)
- Предраґ Бобіч (Predrag Bobić (Bleka)) — бек-вокал, бас-гітара (1987)
- Дарко Остоїч (Darko Ostojić (Minka)) — бас-гітара, бек-вокал, перкусія (1987—1989)
- Дарко Поляк (Darko Poljak) — саксофон (1989)
- Предраґ Ракіч (Predrag Rakić (Šeki Gayton)) — ударні (1983—1986)
- Давор Сучич (Davor Sučić — Sula (mr. Sejo Sexon)) — ритм-гітара, бек-вокал, перкусія (1981—1989)

## Дискографія
- Das ist Walter (1984)
- Dok čekaš sabah sa šejtanom (1985)
- Pozdrav iz zemlje Safari (1987)
- Male priče o velikoj ljubavi (1989)

## Zabranjeno Pušenje (Сараєво)

### Учасники
- Предраґ Бобіч (Predrag Bobić (aka «Bleka»)) — бас-гітара, бек-вокал (1996—2008)
- Бруно Урліч (Bruno Urlić) — скрипка, альт, клавішні, бек-вокал (1997—2004)
- Драґомір Херендіч (Dragomir Herendić (aka «Dragianni»)) — соло-гітара (1999—2004)
- Роберт Болдіжар (Robert Boldižar (aka «Robi»)) — скрипка, клавішні, бек-вокал (з 2004)
- Давор Сучич (Davor Sučić (aka «Sejo Sexon»)) — спів, бек-вокал, перкусія, ритм-гітара, акустична гітара (з 1996)
- Зоран Стоянович (Zoran Stojanović (aka «Zoki»)) — соло-гітара, бек-вокал (1996—1998)
- Неджад Подзіч (Nedžad Podžić (aka «Počko»)) — клавішні (1996—1998)
- Сейо Ково (Sejo Kovo) — соло-гітара, ритм-гітара (1996—1999)
- Самір Чераміда (Samir Ćeramida (aka «Ćera»)) — бас-гітара (1996—1998)
- Джані Перван (Đani Pervan) — ударні, перкусія, бек-вокал (1996—1998)
- Душан Враніч (Dušan Vranić (aka «Duco»)) — клавішні, бек-вокал (1996—1997)
- Їмі Раста (Jimi Rasta) — перкусія (2001—2004)
- Тоні Лович (Toni Lović) — соло-гітара, ритм-гітара, акустична гітара, бек-вокал (з 2004)
- Пауль Кемпф (Paul Kempf (aka «Pavo»)) — клавішні, фортеп'яно (з 2004)
- Деян Орешкович (Dejan Orešković (aka «Klo»)) — бас-гітара, бек-вокал (з 2008)
- Бранко Трайков (Branko Trajkov (aka «Trak»)) — ударні, перкусія, бек-вокал (з 1996)
- Марін Ґрадац (Marin Gradac (aka «Mako»)) — спів, бек-вокал, тромбон, труба (1996—1999)
- Мірко Срдіч (Mirko Srdić (aka «Elvis J. Kurtovich»)) — спів, бек-вокал, реп-вокал (1996—1999)

### Дискографія
- Nikad robom, vazda taxijem (Best of 1) (1996)
- Fildžan viška (1997)
- Srce, ruke i lopata (Best of 2) (1998)
- Hapsi sve! (наживо) (1998)
- Agent tajne sile (1999)
- Bog vozi Mercedes (2001)
- Live in St. Louis (наживо) (2003)
- Nafaka OST (2006)
- Hodi da ti čiko nešto da (2006)
- The Ultimate Collection (2009)
- Muzej Revolucije (2009)
- Radovi na cesti (2013)
- Šok i nevjerica (2018)
- Karamba! (2022)

## The No Smoking Orchestra (Белград)

### Учасники
- Деян Спаравало (Dejan Sparavalo (Dejo)) — скрипка, бек-вокал (з 1997)
- Ненад Янкович (Nenad Janković (Dr. Nelle Karajlić)) — спів, бек-вокал, клавішні (з 1997)
- Стрібор Кустуріца (Stribor Kusturica) — ударні, перкусія, бек-вокал (з 1997)
- Ґоран Марковскі (Goran Markovski (Glava Markovsky)) — бас-гітара, бас-балалайка (1997—2005)
- Дражен Янкович (Dražen Janković (Herr Dralle Draugentaller)) — клавішні, орган, бек-вокал (з 1997)
- Ґоран Яковлєвич (Goran Jakovljević (Teri)) — гітара (1997—1998)
- Зоран Мілошевич (Zoran Milošević (Zoki)) — акордеон (з 1998)
- Александар Балабан (Aleksandar Balaban) — туба, труба (1998—2001)
- Емір Кустуріца (Emir Kusturica (Kusta)) — ритм-гітара, західна гітара, соло гітара, бек-вокал (з 1998)
- Ненад Ґаїн (Nenad Gajin (Coce)) — соло-гітара, ритм-гітара, акустична гітара (1999—2004)
- Ненад Петрович (Nenad Petrović (Neša)) — саксофон (з 1999)
- Зоран Марянович (Zoran Marjanović (Čeda)) — перкусія, ударні (з 2001)
- Ґоран Попович (Goran Popović (Pop)) — туба, труба, бас-гітара (з 2001)
- Іван Максимович (Ivan Maksimović (Ivica)) — соло гітара, ритм-гітара, бузукі (з 2004)

В записах альбомів бере участь також багато інших музикантів.

### Дискографія
- Zabranjeno Pušenje: Ja Nisam Odavle (1997)
- Black Cat White Cat: Black Cat White Cat (1998)
- Емір Кустуріца & The No Smoking Orchestra: Unza Unza Time (2000)
- The No Smoking Orchestra: Life Is A Miracle (2004)
- Емір Кустуріца & The No Smoking Orchestra: Live Is A Miracle In Buenos Aires (2005)
- The No Smoking Orchestra: Emir Kusturica's Time Of The Gypsies Punk Opera (2007)
- The No Smoking Orchestra: The Best Of Emir Kusturica and The No Smoking Orchestra (2009)